# Mabel Palacín Lahoz
Mabel Palacín Lahoz (Barcelona, 1965) es una artista española multidisciplinar.

## Biografía
Se licenció en historia del arte y Bellas artes en la Universidad de Barcelona, especializándose en Cine, Fotografía y Vídeo, y es conocida por haber realizado todo tipo de fotografías, vídeos e instalaciones. Completó su formación en la ENSBA (Escuela Nacional Superior de Bellas Artes) de París.
En 2011, fue la representante de Cataluña y las Islas Baleares en la Bienal de Venecia, un proyecto del que fue comisario el también catalán David G. Torres.
En su obra, Palacín analiza la relación que mantienen las personas con las imágenes y cómo éstas interaccionan con la realidad, mediatizada.
Lo que destaca de sus proyectos no es el inicio o el final como tal sino el intervalo, ya que la intención es a través de su obra es demostrarnos como construimos nuestra vida a partir de una separación entre lo real, los criterios de terceros a través de un sentido metafórico.

## Obra
Algunas obras destacadas son:
- Proyecto 180° (2011)[5]
- Una noche sin fin (2006 - 2008)
- La distancia correcta (2002 - 2003)
- Un/Balanced (2001 - 2005)
- Name no one man (1997)[6] en el Museo de Arte contemporáneo Helga de Alvear
- En la carretera (Sur l'Autoroute) (1998 - 1999)

### Exposiciones relevantes
Ha expuesto sus trabajos en varios museos del mundo, como:
- Salvador Dalí Museum, Florida.
- Museu Colecçao Berardo, Lisboa.[8]
- Museo del Ampurdán, Figueras.
- Casino Luxembourg Fòrum d'Art Contemporain, Luxemburgo.
- OK Center, Linz.
- MACBA, Barcelona.
- Museo Patio Herreriano, Valladolid.
- Künstlerhaus Palais Thurn und Taxis, Bregenz.
- Reykjavik Art Museum.
- Kunstbunker Tumulka (Múnich).
- Kwangju Biennale, Norwich Gallery, Norwich.
- Arts Santa Mònica, Barcelona.
- MUA de Alicante (Museo de la Universidad de Alicante).
- Lothar Albrecht Galerie (Frankfurt).[1]